# نايجل فاراج
نايجل بول فاراج (بالإنجليزية: Nigel Paul Farage)‏ (ولد في 3 أبريل عام 1964) وهو سياسي وناشط ومعلق سياسي ومذيع يعمل كزعيم لحزب بريكست البريطاني منذ عام 2019. كان زعيما لحزب استقلال المملكة المتحدة في الفترة بين عامي 2006 و2009 و2010 و2016 وعمل عضوًا في البرلمان الأوروبي لجنوب شرق إنجلترا منذ عام 1999 حتى خروج المملكة المتحدة من الاتحاد الأوروبي في عام 2020. كان مضيف برنامج نايجل فاراج، وهو برنامج إذاعي يستقبل المستمعين على الهاتف على محطة راديو إل بي سي المملوكة من قبل شركة غلوبال بين عامي 2017 و2020.
اشتهر بكونه مشككًا معروفًا بالوحدة مع الاتحاد الأوروبي ضمن المملكة المتحدة في أوائل تسعينيات القرن العشرين، ناضل فاراج من أجل انسحاب المملكة المتحدة من الاتحاد الأوروبي. كان فاراج عضوًا مؤسسًا في حزب استقلال المملكة المتحدة، بعد أن ترك حزب المحافظين في عام 1992 بعد توقيع معاهدة ماستريخت، التي عززت التكامل الأوروبي وأسست الاتحاد الأوروبي. بعد فشل حملته في الانتخابات البرلمانية الأوروبية والبرلمانية في وستمنستر منذ عام 1994، انتخب نائبًا برلمانيًا لجنوب شرق إنجلترا في انتخابات البرلمان الأوروبي عام 1999. أُعيد انتخابه في انتخابات البرلمان الأوروبي في الأعوام 2004 و2009 و2014 و2019. في البرلمان الأوروبي، شغل منصب رئيس أوروبا للحرية والديمقراطية المباشرة، كان موضع ملاحظة بسبب خطاباته، وكناقد صريح لعملة اليورو.
أصبح في البداية زعيمًا لحزب استقلال المملكة المتحدة في سبتمبر عام 2006، وقاد الحزب عبر الانتخابات الأوروبية في عام 2009، عندما فاز الحزب بثاني أعلى نسبة من الأصوات الشعبية في المملكة المتحدة متغلبًا على حزب العمال والديمقراطيين الليبراليين بأكثر من مليوني صوت. استقال في شهر نوفمبر عام 2009 للتركيز على منافسة باكنغهام، دائرة رئيس مجلس العموم جون بيركو، في الانتخابات العامة لعام 2010، وجاء في المرتبة الثالثة. نجح فاراج في المنافسة على قيادة حزب استقلال المملكة المتحدة في نوفمبر عام 2010 ليصبح قائدًا مرة أخرى بعد تنحي لورد بيرسون من رانوش طواعية. حصل على المرتبة الثانية في استطلاعات الرأي التي أجرتها صحيفة الدايلي تلغراف ضمن أفضل مائة شخصية يمينية في عام 2013، بعد رئيس الوزراء ديفيد كاميرون. سميت صحيفة التايمز فاراج بـ «برايتون العام» عام 2014. في الانتخابات الأوروبية لعام 2014، فاز حزب استقلال المملكة المتحدة بأربعة وعشرين مقعدًا، وهي المرة الأولى التي يفوز فيها حزب غير حزب العمل أو حزب المحافظين بأكبر عدد من المقاعد في الانتخابات الوطنية منذ الانتخابات العامة التي أجريت في ديسمبر عام 1910، مما ضغط على كاميرون للدعوة إلى إجراء استفتاء على عضوية الاتحاد الأوروبي.
في الانتخابات العامة لعام 2015، ضمن حزب استقلال المملكة المتحدة أكثر من 8.3 مليون صوت و12.6% من إجمالي الأصوات، ليحل محل حزب الديمقراطيين الليبراليين كثالث الأحزاب الأكثر شعبية، ولكنه لم يتمكن من تأمين مقعد واحد. أعلن فاراج استقالته عندما لم يفز بمقعد ثانيت الجنوبية، لكن استقالته رُفضت وبقي قائدًا. كان فاراج شخصية بارزة في الحملة الناجحة لخروج بريطانيا في استفتاء عضوية الاتحاد الأوروبي لعام 2016. بعد التصويت على ترك الاتحاد الأوروبي، استقال فاراج من منصبه كزعيم لحزب استقلال المملكة المتحدة، مما تسبب في إجراء انتخابات قيادية، ولكنه ظل عضوًا في البرلمان الأوروبي. في ديسمبر عام 2018، تنحى فاراج عن حزب استقلال المملكة المتحدة، وعاد إلى الجبهة السياسية بإطلاق حزب بريكست في عام 2019. استمد حزب بريكست الدعم من أولئك الذين خاب أملهم إزاء تأخر حكومة تيريزا ماي في تنفيذ برنامج خروج بريطانيا من الاتحاد الأوروبي، ففاز بأغلب الأصوات في الانتخابات الأوروبية التي جرت في مايو عام 2019، ليصبح أكبر حزب منفرد في البرلمان الأوروبي.

## النشأة

### النسب والطفولة
ولد فاراج في فارنبورو، كينت، إنجلترا، ابنًا لباربارا (كنيتها قبل الزواج: ستيفنس) وغاي جوستوس أوسكار فاراج. كان والده سمسار أسهم عمل في مدينة لندن. وصف تقرير لـ بي بي سي راديو 4 عام 2012 غاي فاراج بمدمن على الكحول ترك منزل العائلة عندما كان نايجل لا يزال في الخامسة من عمره. ترك والده معاقرة الكحول بعد سنتين من ذلك عام 1971، ثم دخل تجارة التحف، بعد أن خسر منصبه في البورصة؛ وفي العام التالي وبتأييد من الأصدقاء عاد إلى سوق التداولات في برج البورصة الجديد في شارع ثريدنيدل. كان جد فاراج هاري فاراج جنديًا حارب وأصيب خلال الحرب العالمية الأولى. قيل ان اسم فارج يأتي من سلف هوغوينوت بعيد. كان والدا أحد الأجداد العظماء لفاراج ألمانيين هاجرا إلى لندن من منطقة فرانكفورت بعد فترة وجيزة من عام 1861. يذكر سلفه الألماني نيكولاس شرود في الصحف عام 1870 فيما يتعلق بنزاع مع رجلين حول الحرب الفرنسية البروسية.

### كلية دولويتش
في الفترة بين عامي 1975 و1982 تلقى فاراج تعليمه من كلية دولويتش وهي مدرسة مستقلة مدفوعة التكاليف في جنوب لندن. في سيرته الذاتية، يشيد بالمشورة المهنية التي تلقاها هناك من لاعب الكريكيت الإنجليزي جون دويس، قائلًا: «يجب أن يكون قد لاحظ أنني كنت جريئًا، ربما جيّد على المنصة، غير خائف من الأضواء، صاخب بعض الشيء وجيد في بيع الأشياء». كان فاراج نشطًا في حزب المحافظين منذ أيام دراسته، إذ شاهد زيارة مدرسته من قبل إينوك بويل وكيث جوزيف. في عام 1981، كتبت مدرسة لغة إنجليزية تدعى كلوي ديكن لم تكن قد التقت سابقًا بفاراج الذي كان يبلغ من العمر حينها 17 عامًا، إلى مدير كلية دولويتش، ديفيد إيمس، طالبةً منه أن يعيد النظر في قراره بتعيين فاراج عريفًا (طالب مسؤول)، متذرعة بمخاوف أعرب عنها آخرون بشأن وجهات نظر فاشية مزعومة. رفض إيمس هذه المخاوف، كما فعل نائب مدير الكلية تيري والش الذي قال في وقت لاحق إن فاراج «كان معروفًا باستفزاز الناس، وخاصة معلمي اليسار الإنجليزي الذين لا يتمتعون بحس الفكاهة». ذكر فاراج فيما بعد أن بعض المعلمين كانوا عدائيين تجاهه لأنه كان محبًا لـ إينوك بويل، إذ قال: «أي اتهام بأني كنت متورطًا في سياسات اليمين المتطرف غير صحيح على الإطلاق».

## بداية مسيرته المهنية
بعد مغادرة المدرسة في عام 1982، قرر فاراج البحث عن العمل في مدينة لندن، ليتاجر بالسلع التجارية في بورصة لندن للمعادن. في البداية، انضم إلى العملية الأمريكية السلعية لشركة السمسرة دريكسل بورنهام لامبرت، ونقل إلى كريديت ليونيس روس في عام 1986. انضم إلى ريفكو في عام 1994، وناتيكس ميتالز في عام 2003.
انضم فاراج إلى حزب المحافظين في عام 1978، ولكنه صوت لصالح حزب الخضر في عام 1989 بسبب ما رآه آنذاك من سياسات «معقولة» ومشككة في الوحدة الأوروبية. ترك حزب المحافظين في عام 1992 احتجاجًا على توقيع حكومة رئيس الوزراء جون ميجور على معاهدة الاتحاد الأوروبي في ماستريخت.